# Ogcodes neavei
Ogcodes neavei är en tvåvingeart som först beskrevs av Enrico Adelelmo Brunetti 1926.  Ogcodes neavei ingår i släktet Ogcodes och familjen kulflugor.
Artens utbredningsområde är Kenya. Inga underarter finns listade i Catalogue of Life.